# Gastropus stylifer
Gastropus stylifer är en hjuldjursart som först beskrevs av Imhof 1891.  Gastropus stylifer ingår i släktet Gastropus och familjen Gastropodidae. Arten är reproducerande i Sverige. Inga underarter finns listade i Catalogue of Life.